# Josephinenlori
Der Josephinenlori (Charmosyna josefinae) ist eine Vogelart aus der Familie der Papageien (Psittaciformes).

## Beschreibung
Die Gesamtlänge der Vögel beträgt 23 bis 25 Zentimeter. Das Gefieder ist intensiv rot, der Schnabel und die Beine sind orange. Vom Hinterrand des Auges bis über den hinteren Oberkopf und Nacken zieht sich ein schwarzer, blaugestrichelter Fleck. Der Unterbauch, die Flanken und die Beinbefiederung sind schwarz. Mantel und Flügel sind olivgrün. Die Unterflügeldecken sind rot. Es ist ein kleiner mattblauer Bürzelfleck vorhanden. Die äußeren Schwanzfedern sind in der Nähe des Rumpfes grün und werden zur Spitze hin gelb. Die Schwanzunterseite ist gelb.
Weibchen haben im oberen Bürzelbereich einen gelben Fleck. Bei Jungtieren ist im schwarzen Gefieder eine grüne oder blaue Schattierung vorhanden.

## Systematik
Der Josephinenlori wurde 1873 von Otto Finsch als Trichoglossus josefinae erstbeschrieben. Es sind drei Unterarten bekannt:
- Charmosyna josefinae josefinae (Finsch, 1873) – kommt im Westen Neuguineas vom Vogelkop bis zu den Snow Mountains vor.
- Charmosyna josefinae cyclopum Hartert, 1930 – ist im nördlichen und zentralen Neuguinea in den Cyclops Mountains. anzutreffen. Der Unterart fehlt im schwarzen Streifen am Kopfe annähernd jedes Blau und am Bauch ist sie nur schwach dunkel.
- Charmosyna josefinae sepikiana Neumann, 1922 – lebt im zentralen Neuguinea vom Sepik und den Western Highlands bis zum Mount Bosavi im Osten. Die Unterart hat im schwarzen Streifen am Oberkopf eine graue statt blaue Aderung. Die Schwarzfärbung am Bauch ist ausgedehnter.

## Lebensraum
Die Art besiedelt Wälder, Waldränder und zum Teil auch Kulturland. Sie ist in Höhenlagen von 760 bis 1770 Metern anzutreffen.

## Lebensweise
Die Nahrung des Josephinenloris besteht aus Nektar, Pollen und Blütenknospen. Über das Brutverhalten sind kaum Informationen bekannt.

## Gefährdung
Die Art wird von der IUCN als ungefährdet („least concern“) eingestuft.

## Belege
- Nigel Collar: Josephine's Lorikeet (Charmosyna josefinae). In: Handbook of the Birds of the World. Volume 4: Sandgrouse to Cuckoos. S. 359